# میلفورد، ساری
میلفورد (به انگلیسی: Milford) یک روستا در بریتانیا است که در ساری (انگلستان) واقع شده‌است. میلفورد ۴٬۱۵۶ نفر جمعیت دارد.